# Кевін Костнер
Ке́він Майкл Ко́стнер (англ. Kevin Michael Costner, 18 січня 1955, Ліннвуд, США) — американський кіноактор, режисер, продюсер і музикант. У 1991 році відзначений двома «Оскарами» — за найкращу режисуру й за найкращий фільм. Володар премій «Золотий глобус» (1991, 2013, 2023) та «Еммі» (2012). Удостоєний зірки на голлівудській «Алеї слави».

## Початок
Кевін Костнер народився в містечку Лінвуд у Каліфорнії. Він був молодшою дитиною в родині Шарон Ри (до шлюбу Тедрік) та Вільяма Костнера. Мати була соціальним працівником, батько працював електриком. У жилах Кевіна тече кров німців, ірландців та індіанців черокі (дідусь з батьківського боку був черокі).
У дитинстві Кевін не відзначався великим зростом, проте дуже любив спорт, особливо бейсбол, грав у Малій бейсбольній лізі й навіть мріяв про кар'єру професійного гравця. Але, крім цього, він брав уроки гри на фортепіано, писав вірші та співав у Першому баптистському хорі.
Через роботу батька Кевінові в підлітковому віці довелося багато переїжджати й змінювати школи. У 1978 році хлопець вступив до Каліфорнійського університету Фулертону на відділення маркетингу та фінансів.
Саме тут Кевін почав цікавитися театральним мистецтвом. Він ходить у театральну студію, а також починає відвідувати Товариство акторів, де вивчає акторську майстерність. Також в університеті він знайомиться з дівчиною на ім'я Синді Сілва, з якою невдовзі одружується.
Після закінчення університету Кевін працює за фахом лише один місяць. Йому потрібно більше часу, щоб відвідувати уроки акторської майстерності, але молода родина потребує грошей. Тому він знаходить різні підробітки. Костнер був водієм, працював на риболовецькому судні й навіть возив екскурсії будинками зірок у Голлівуді. А весь вільний час актор-початківець витрачає на походи з прослуховувань. Згодом він пробує себе як режисер у театрі й навіть певний час керує однією з театральних студій у Лос-Анджелесі.

## Кар'єра
Кевін Костнер вперше зіграв роль у кіно у віці 19 років у фільмі «Сіззл Біч» (Sizzle Beach, U.S.A.) режисера Річарда Бреннера. Але ця стрічка вийшла на екрани лише через 12 років.
Наступна спроба підкорити кінематограф теж була не дуже вдалою. У 1982 році у фільмі Рона Говарда «Нічна зміна» Костнер зіграв маленьку роль гостя на вечірці.
У 1983-1984 роках він знявся у рекламі та з'явився у декількох епізодичних ролях.
Першою більш-менш вдалою стала його робота 1985 року в фільмі «Сільверадо» (Silverado) режисера Лоуренса Кездана. Також у 85-му виходить ще одна стрічка – «Фанданго» (Fandango), у якій актор грає гуляку й п'яницю. Але цей фільм практично не демонструється в США.
Зірковий статус Кевіну приносить роль агента Еліота Неса у фільмі 1987 року «Недоторканні» (The Untouchables), а також головна роль у стрічці «Немає виходу» (No Way Out).
Режисерський дебют в епічній стрічці 1990 року «Той, що танцює з вовками» (Dances with Wolves) став для Кевіна Костнера дуже вдалим. У цьому фільмі він був режисером, виконував головну роль, а також був одним з продюсерів. Як підсумок — 12 номінацій на Оскар, 7 статуеток з яких 2 дістались особисто Кевіну (Найкращий фільм і Найкращий режисер).
Після режисерського успіху Костнер продовжує зніматися у своїх колег. Серед його наступних акторських робіт є й успішні й відверто невдалі ролі. Так він зазнав фіаско, зігравши роль славетного Робіна Гуда у фільмі 1991 року режисера Кевіна Рейнольдса «Робін Гуд: Принц злодіїв» (Robin Hood: Prince of Thieves). Критики зазначали, що персонаж Костнера перетворився на другорядного, а всю увагу глядачів перетягнув на себе англійський актор Алан Рікман, який виконав роль шерифа Нотінгемського, головного супротивника Робіна Гуда.
Загалом майже всі подальші акторські роботи Костнера мали критичні відгуки спеціалістів і глядачів. Неоднозначно були сприйняті його ролі у фільмах «Охоронець» (The Bodyguard) (1992) та «Ідеальний світ» (A Perfect World) (1993), а стрічка «Водний світ» (Waterworld) (1995) узагалі потрапила у список найгірших фільмів усіх часів. Невдачею закінчилась і його наступна режисерська робота у фільмі «Листоноша» (The Postman) (1997).
Кар'єра Костнера отримала друге дихання у 2000 році, коли на екрани вийшла стрічка «Тринадцять днів» (Thirteen Days), де він вдало зіграв роль радника президента Кеннеді. Стрічка 2003 року «Відкритий простір» (Open Range), у якій Костнер знову виступив як режисер і виконавець головної ролі, також отримала несхвальні відгуки кінокритиків, але мала незначний комерційний успіх.

## Фільмографія

### Актор
| Рік       |    | Українська назва                               | Оригінальна назва                  | Роль                            |
| --------- | -- | ---------------------------------------------- | ---------------------------------- | ------------------------------- |
| 1981      | ф  | Дикий пляж                                     | Malibu Hot Summer                  | Джон Логан                      |
| 1982      | ф  | Нічна зміна                                    | Night Shift                        | член братства                   |
| 1982      | ф  | Френсіс                                        | Frances                            | Лютер (в титрах не вказаний)    |
| 1982      | ф  | Переслідуючи сни                               | Chasing Dreams                     | Ед                              |
| 1983      | ф  | Стіл на п'ятьох                                | Table for Five                     | наречений                       |
| 1983      | ф  | Лицарі Стейсі                                  | Stacy's Knights                    | Вілл Боннер                     |
| 1983      | ф  | Велике розчарування                            | The Big Chill                      | Алекс (сцени видалені)          |
| 1983      | ф  | Заповіт                                        | Testament                          | Філ Піткін                      |
| 1985      | ф  | Фанданго                                       | Fandango                           | Гарднер Барнс                   |
| 1985      | ф  | Сільверадо                                     | Silverado                          | Джейк                           |
| 1985      | ф  | Американські блискавки                         | American Flyers                    | Маркус Соммерс                  |
| 1985      | с  | Дивовижні історії                              | Amazing Stories                    | капітан (Епізод: "The Mission") |
| 1986      | ф  | Тіні стають чорними                            | Shadows Run Black                  | Джиммі Скотт                    |
| 1987      | ф  | Недоторканні                                   | The Untouchables                   | Еліот Несс                      |
| 1987      | ф  | Немає виходу                                   | No Way Out                         | Том Фаррелл                     |
| 1988      | ф  | Даргемський бик                                | Bull Durham                        | Креш Девіс                      |
| 1989      | ф  | Поле його мрії                                 | Field of Dreams                    | Рей Кінселла                    |
| 1989      | ф  | Контрабандист                                  | The Gunrunner                      | Тед                             |
| 1990      | ф  | Помста                                         | Revenge                            | Кокран                          |
| 1990      | ф  | Той, що танцює з вовками                       | Dances with Wolves                 | лейтенант Джон Данбар           |
| 1991      | ф  | Робін Гуд: Принц злодіїв                       | Robin Hood: Prince of Thieves      | Робін Гуд                       |
| 1991      | ф  | Джон Ф. Кеннеді. Постріли в Далласі            | JFK                                | Джим Ґаррісон                   |
| 1992      | ф  | Охоронець                                      | The Bodyguard                      | Френк Фармер                    |
| 1993      | ф  | Ідеальний світ                                 | A Perfect World                    | Роберт «Буч» Гейнс              |
| 1994      | ф  | Ваєтт Ерп                                      | Wyatt Earp                         | Ваєтт Ерп                       |
| 1994      | ф  | Війна                                          | The War                            | Стівен Сіммонс                  |
| 1995      | ф  | Водний світ                                    | Waterworld                         | Моряк                           |
| 1996      | ф  | Бляшаний кубок                                 | Tin Cup                            | Рой МакЕвой                     |
| 1997      | ф  | Листоноша                                      | The Postman                        | Листоноша                       |
| 1999      | ф  | Послання в пляшці                              | Message in a Bottle                | Гаррет Блейк                    |
| 1999      | ф  | Заради любові до гри                           | For Love of the Game               | Біллі Чапел                     |
| 1999      | ф  | Бий в кістку                                   | Play It to the Bone                | Фанат                           |
| 2000      | ф  | Тринадцять днів                                | Thirteen Days                      | Кеннет О'Доннел                 |
| 2001      | ф  | 3000 миль до Грейсленда                        | 3000 Miles to Graceland            | Мерфі                           |
| 2002      | ф  | Бабка                                          | Dragonfly                          | Джо Дерроу                      |
| 2003      | ф  | Відкритий простір                              | Open Range                         | Чарлі Вайт                      |
| 2005      | ф  | Видимість гніву                                | The Upside of Anger                | Денні Девіс                     |
| 2005      | ф  | Ходять чутки                                   | Rumor Has It...                    | Бо Берроуз                      |
| 2006      | ф  | Рятівник                                       | The Guardian                       | Бен Рендалл                     |
| 2007      | ф  | Хто ви, містере Брукс?                         | Mr. Brooks                         | містер Ерл Брукс                |
| 2008      | ф  | На тверезу голову                              | Swing Vote                         | Бад Джонсон                     |
| 2009      | ф  | Проклята                                       | The New Daughter                   | Джон Джеймс                     |
| 2010      | ф  | У компанії чоловіків                           | The Company Men                    | Джек Долан                      |
| 2012      | тф | Гетфілди і Маккої                              | Hatfields & McCoys                 | «Диявол» Анс Гетфілд            |
| 2013      | ф  | Людина зі сталі                                | Man of Steel                       | Джонатан Кент                   |
| 2014      | ф  | Джек Раян: Теорія хаосу                        | Jack Ryan: Shadow Recruit          | Вілльям Гарпер                  |
| 2014      | ф  | Три дні на вбивство                            | 3 Days to Kill                     | Ітан Раннер                     |
| 2014      | ф  | День драфту                                    | Draft Day                          | Сонні Вівер молодший            |
| 2014      | ф  | Чорне і біле                                   | Black or White                     | Елліот Андерсон                 |
| 2015      | ф  | Тренер                                         | McFarland, USA                     | Джим Вайт                       |
| 2016      | ф  | Приховані фігури                               | Hidden Figures                     | Ел Гаррісон                     |
| 2016      | ф  | Бетмен проти Супермена: На зорі справедливості | Batman v Superman: Dawn of Justice | Джонатан Кент                   |
| 2016      | ф  | Злочинець                                      | Criminal                           | Джерико Стюарт                  |
| 2017      | ф  | Гра Моллі                                      | Molly's Game                       | Ларрі Блум                      |
| 2018—2024 | с  | Єлловстоун                                     | Yellowstone                        | Джон Даттон (53 епізоди)        |
| 2019      | ф  | Розбійники з великої дороги                    | The Highwaymen                     | Френк Геймер                    |
| 2019      | ф  | Очима собаки                                   | The Art of Racing in the Rain      | Енцо                            |
| 2020      | ф  | Дозволь йому піти                              | Let Him Go                         | Джордж Блекледж                 |
| 2021      | ф  | Ліга справедливості Зака Снайдера              | Zack Snyder's Justice League       | Джонатан Кент                   |
| 2024      | ф  | Горизонт: Американська сага                    | Horizon: An American Saga          | Хейс Еллісон                    |

### Режисер, сценарист, продюсер
| Рік       |    | Українська назва            | Оригінальна назва             | Роль                         |
| --------- | -- | --------------------------- | ----------------------------- | ---------------------------- |
| 1990      | ф  | Помста                      | Revenge                       | виконавчий продюсер          |
| 1990      | ф  | Той, що танцює з вовками    | Dances with Wolves            | режисер, продюсер            |
| 1991      | ф  | Робін Гуд: Принц злодіїв    | Robin Hood: Prince of Thieves | продюсер                     |
| 1992      | ф  | Охоронець                   | The Bodyguard                 | продюсер                     |
| 1994      | ф  | Рапа-Нуї                    | Rapa Nui                      | продюсер                     |
| 1994      | ф  | Вайетт Ерп                  | Wyatt Earp                    | продюсер                     |
| 1995      | тф | 500 націй                   | 500 Nations                   | виконавчий продюсер          |
| 1995      | ф  | Водний світ                 | Waterworld                    | продюсер                     |
| 1997      | ф  | Листоноша                   | The Postman                   | режисер, продюсер            |
| 1999      | ф  | Послання в пляшці           | Message in a Bottle           | продюсер                     |
| 2000      | ф  | Тринадцять днів             | Thirteen Days                 | продюсер                     |
| 2003      | ф  | Відкритий простір           | Open Range                    | режисер, продюсер            |
| 2007      | ф  | Хто ви, містере Брукс?      | Mr. Brooks                    | продюсер                     |
| 2008      | ф  | На тверезу голову           | Swing Vote                    | продюсер                     |
| 2012      | тф | Гетфілди і Маккої           | Hatfields & McCoys            | продюсер                     |
| 2014      | ф  | Чорне і біле                | Black or White                | продюсер                     |
| 2018—2023 | с  | Єлловстоун                  | Yellowstone                   | виконавчий продюсер          |
| 2020      | ф  | Дозволь йому піти           | Let Him Go                    | виконавчий продюсер          |
| 2024      | ф  | Горизонт: Американська сага | Horizon: An American Saga     | режисер, сценарист, продюсер |